# Perdita nayaritensis
Perdita nayaritensis är en biart som beskrevs av Timberlake 1980. Perdita nayaritensis ingår i släktet Perdita och familjen grävbin. Inga underarter finns listade i Catalogue of Life.